# Patryk Sztyber
Patryk Dominik Sztyber med artistnamnet Seth är en polsk musiker född 4 augusti 1979. Han spelar gitarr och sjunger i black/death metal-bandet Behemoth. Sztyber spelar även i bandet Nomad sedan 1996. 

## Diskografi

### Med Behemoth
- 2005 – Demigod
- 2005 – Slaves Shall Serve
- 2007 – The Apostasy
- 2009 – Evangelion
- 2014 – The Satanist

### Med Nomad
- 1996 – Disorder
- 1997 – The tail of substance
- 1999 – Devilish whirl
- 2004 – Demonic verses
- 2007 – The Independence Of Observation Choice
- 2011 – Transmigration of Consciousness